# Захаров, Андреян Дмитриевич
Андрея́н (Адриа́н) Дми́триевич Заха́ров (8 [19] августа 1761, Санкт-Петербург — 27 августа [8 сентября] 1811, там же) — русский архитектор, представитель раннего александровского классицизма начала XIX века. Создатель комплекса зданий Главного Адмиралтейства в Санкт-Петербурге, многих других построек в столице, её пригородах и иных городах Российской империи. Старший брат химика Якова Захарова.

## Биография
Андреян Захаров родился 8 августа 1761 года на окраине Санкт-Петербурга, близ устья реки Фонтанки, в небогатой семье мелкого служащего Адмиралтейств-коллегии, прапорщика Дмитрия Ивановича Захарова и его супруги Екатерины Васильевны. 21 апреля 1767 года, когда мальчику ещё не исполнилось шести лет, он был отдан отцом в художественное училище при Императорской Академии художеств, где проучился до 1782 года. Его учителями были А. Ф. Кокоринов, И. Е. Старов и Ю. М. Фельтен. В 1778 году Андреян Захаров получил малую серебряную медаль за проект загородного дома, в 1780 году — большую серебряную медаль за «архитектурную композицию, представляющую дом принцев».
По окончании училища в 1782 году Захаров получил большую золотую медаль, которая давала право на пенсионерскую поездку за границу для продолжения образования. В Париже Захаров продолжал обучение в мастерской Ж. Ф. Шальгрена с 1782 по 1786 год. Помимо Шальгрена на творчество Захарова значительное влияние оказали работы парижской школы мегаломанов: Э.-Л. Булле, Ж. Гондуэна, К.-Н. Леду.
Летом 1786 года Захаров вернулся в Петербург и начал работать преподавателем в Академии художеств, одновременно занимаясь проектированием. Среди его учеников был архитектор А. И. Мельников. В 1794 году Захарова назначили архитектором всех строений Академии художеств и присвоили звание академика.
В конце 1799 года по повелению императора Павла I Захаров стал архитектором города Гатчины. Занимаясь перестройкой Гатчинского дворца, он фактически стал придворным архитектором. С 1800 года он работал в Петергофе.
В 1805 году император Александр I назначил Андреяна Захарова главным архитектором Морского ведомства.
А. Д. Захаров прожил недолгую (всего пятьдесят лет), но насыщенную работой творческую жизнь. Он полностью посвятил себя зодчеству, у него не было семьи и даже собственного дома. Он жил в холостяцкой казённой квартире, предоставленной ему Академией художеств.

## Работы 1799—1804 годов
Проекты и постройки, созданные А. Д. Захаровым в этот период, демонстрируют нарастающую сложность решения композиционных задач, раскрывая особенности таланта архитектора.

### 1799—1800 Гатчина. Лютеранская церковь Святого Петра
Строительство кирхи было начато неизвестным архитектором в 1789 году, но не окончено. Захаров приступил к работам в 1799 году. Под его руководством здание было значительно перестроено, закончена внутренняя отделка, создан иконостас и кафедра с балдахином. Самой заметной из выразительных деталей нового здания были позолоченные петух и шар, изготовленные для шпица, завершающего колокольню из толстой латуни (уничтожены в Великую Отечественную войну, не восстановлены).

### 1800. Гатчина. Горбатый мост
Горбатый мост в Дворцовом парке Гатчины был построен А. Д. Захаровым по собственному проекту, первые документальные свидетельства датируются ноябрём 1800 года.
Мост имеет два широких береговых устоя, оформленных в виде террас — обзорных площадок. Террасы и пролёт моста обнесены балюстрадой, в средней части моста устроены каменные скамьи для отдыха.
Поскольку архитектура моста рассчитана на восприятие с большого расстояния, его элементы создают игру света и тени, отчётливо видимую издалека.

### Гатчина. «Львиный мост»
Построен по проекту А. Д. Захарова в 1799—1801 гг. Второе название мост получил из-за каменных львиных масок, которые украшают замковые камни его трёх арок. Кроме этих каменных масок, по замыслу архитектора на невысоких постаментах моста предполагалось установить скульптурные группы, аллегории «Изобилие рек». После трагической гибели императора Павла I этот проект не был осуществлён. Однако даже без скульптуры Львиный мост принадлежит к лучшим произведениям дворцово-парковой архитектуры. Разрушенный в годы войны Львиный мост восстановлен в конце прошлого века.

### Гатчина. «Ферма»
В 1799 году Андреян Дмитриевич Захаров, работы и проекты которого были замечены самым высшим руководством страны. Павел Первый назначает его главным архитектором Гатчины, с сохранением должности профессора в Академии. Здесь он создает проекты нескольких зданий и сооружений. … Также он проектирует два моста: Горбатый и Львиный, успевает закончить два павильона: «Птичник» и «Ферма». Первый был построен, а возведение второго остановила кончина Павла. В это же время Захаров принимает участие в создании научного труда «Российская архитектура», что дает ему возможность детально рассмотреть особенности национальных традиций и поездить по стране.

### Гатчина. «Птичник»
В столице северной томится пыльный тополь,

Запутался в листве прозрачный циферблат,

И в темной зелени фрегат или акрополь

Сияет издали, воде и небу брат.

Ладья воздушная и мачта-недотрога,

Служа линейкою преемникам Петра,

Он учит: красота — не прихоть полубога,

А хищный глазомер простого столяра.

Нам четырёх стихий приязненно господство,

Но создал пятую свободный человек.

Не отрицает ли пространства превосходство

Сей целомудренно построенный ковчег?

Сердито лепятся капризные Медузы,

Как плуги брошены, ржавеют якоря -

И вот разорваны трех измерений узы

И открываются всемирные моря!

Осип Мандельштам «Адмиралтейство»
Горбатый мост в Гатчине. Горбатый мост в Дворцовом парке Гатчины был построен А. Д. Захаровым по собственному проекту, первые документальные свидетельства датируются ноябрём 1800 года. Мост имеет два широких береговых устоя, оформленных в виде террас — обзорных площадок. Террасы и пролёт моста обнесены балюстрадой, в средней части моста устроены каменные скамьи для отдыха. Поскольку архитектура моста рассчитана на восприятие с большого расстояния, его элементы создают игру света и тени, отчётливо видимую издалека.
Гатчина. "Львиный мост"Построен по проекту А. Д. Захарова в 1799-1801 г. Второе название мост получил из-за каменных львиных масок, которые украшают замковые камни его трех арок. Кроме этих каменных масок по замыслу архитектора на невысоких постаментах моста предполагалось установить скульптурные группы, аллегории «Изобилие рек». После трагической гибели императора Павла I этот проект не был осуществлен. Но даже без скульптуры Львиный мост принадлежит к лучшим произведениям дворцово-парковой архитектуры. Разрушенный в годы войны Львиный мост восстановлен в конце прошлого века.

### 1803—1804. Проект застройки Васильевского острова
Перестройку Васильевского острова в Санкт-Петербурге по проекту Захарова предполагалось выполнить в традициях французской градостроительной школы: единство ансамбля должно было быть достигнуто общим ритмом расстановки зданий и одинаковыми архитектурными деталями. Выполнение этого проекта должно было, в частности, привести к перестройке здания Академии наук.

### 1803—1804. Архитектурный план Нижегородской ярмарки
Захаров подготовил проект архитектурного плана для Нижегородской ярмарки, по которому архитектор А. А. Бетанкур построил её через несколько лет.

## 1805—1811. Работа над зданием Главного Адмиралтейства в Санкт-Петербурге
В 1805 году Андреян Захаров был назначен главным архитектором Морского ведомства, сменив на этом посту Чарлза Камерона. В его ведении сосредоточились руководство строительством и проектирование гражданских и производственных зданий и сооружений. Первым проектом архитектора в новой должности стала перестройка здания Главного Адмиралтейства в Санкт-Петербурге.
Первое здание Адмиралтейства построил архитектор И. К. Коробов в 1738 году. Здание постройки Захарова (проект 1806—1811 годов) ранее ошибочно связывали со стилем ампир. Более обоснованно его атрибутируют как характерный памятник раннего александровского классицизма. «Захарову, — писал И. Э. Грабарь, — должно быть отведено среди художников александровской эпохи одно из первых мест… Изучая его, изучаешь александровский стиль».
Градостроительное значение этой постройки заключается в том, что здание Адмиралтейства с золочёным шпилем является важной высотной доминантой центра города. Согласно плану 1737 года (идея генерал-фельдмаршала Б. К. Миниха и архитектора П. М. Еропкина) три главных магистрали — (Невский проспект, Гороховая улица и Вознесенский проспект) — сходятся к Адмиралтейству тремя лучами. Сохранив конфигурацию плана существовавшего здания, Захаров распланировал новое, грандиозное сооружение. Перестраивая старое здание, возведенное И. К. Коробовым, Захаров бережно сохранил затею петровского времени — золочёный шпиц с корабликом. «Именно Адмиралтейство, этот громадный протяжённый массив, расположенный в средней части площади, держит всю эту систему „трёх площадей“, объединяя собой набережную, Дворцовую и Сенатскую площади и лучевые магистрали проспектов».
Главный фасад П-образного в плане здания растянулся на 407 м в линию с Зимним дворцом, боковые фасады — на 140 м. Чтобы избежать монотонности, архитектор применил трехчастную композицию, умело разработав боковые ризалиты портиками, а на центральную башню смело водрузил «стрелу, похожую на мачту золотого корабля». Башню Захаров действительно опоясал колоннадой ионического ордера. Нижний «куб», прорезанный центральной аркой, повторен в композиции боковых павильонов, выходящих на Неву. В этом мотиве очевидно влияние его учителя Шальгрена и французской школы мегаломанов.
Павильоны, обращённые к Неве, перекликаются с основанием центральной башни и увенчаны флагштоками с изваяниями дельфинов. Высота башни равна 72 метрам, причём 23 метра приходятся на шпиль. В создании скульптурного убранства здания принимали участие Степан Степанович Пименов, Иван Иванович Теребенёв. Василий Иванович Демут-Малиновский, Артемий Анисимович Анисимов, Феодосий Фёдорович Щедрин. При разработке проекта архитектор определил общую композицию: размещение скульптур и рельефов, раскрывающих главную тему: могущество морского флота России.
Аттик центральной башни здания Адмиралтейства оформлен горельефом «Заведение флота в России», выполненным И. И. Теребенёвым. По сторонам от главной арки — удивительные по красоте скульптурные группы «Нимф, несущих небесную и земную сферы» — идея и эскиз архитектора Захарова, модели академического скульптора Ф. Ф. Щедрина (1812—1813). Над аркой и фигурами нимф расположены летящие гении Славы работы И. И. Теребенёва. Им же выполнены горельефы с изображением летящих Слав двух Невских павильонов. На замковых камнях наличников окон — маскароны Нептуна (бога морей), наяд и тритонов (его свиты, скульптор Ф. Ф. Щедрин). Летящие Славы, трубящие победу, повторены на симметричных Невских павильонах.
Фигуры нимф вытесаны из пудостского камня в мощном лапидарном стиле, но с изысканной пластикой и «музыкальным движением». Архитектор и скульптор создали оригинальную композицию, в которой соединены разные темы классического искусства: образ морских нимф и кариатид — женских фигур, несущих тяжесть архитектурного перекрытия. Однако античные кариатиды, или коры, никогда не были связаны с изображением небесной или земной сфер. Эта тема ассоциируется с древнегреческим мифом об Атланте, держащем на своих плечах небесный свод (мотив Атланта, несущего небесную сферу, известен по позднеантичной скульптуре из Неаполитанского музея). Русские художники соединили этот мотив с образами изящных нимф или трёх граций. В результате остроумно обыгран диссонанс —хрупкие и нежные фигуры нимф выполняют тяжелый труд атлантов. Это противоречие разрешается за счёт пластики — кругового движения, хоровода нимф, зрительно соотносящегося с формой сфер на их плечах.
По углам нижнего куба центральной башни расположены четыре сидящие фигуры античных воителей: Ахилла, Аякса, Пирра и Александра Македонского. Выше, на колоннаде, — статуи четырёх времен года, четырёх ветров и четырёх стихий, к которым добавлены фигуры египетской Исиды, покровительницы мореплавания, и Урании, древнегреческой музы астрономии. Все фигуры повторены дважды, дабы получилось 28 статуй по числу колонн. Не сохранились уничтоженные в 1860-х годах аллегорические фигуры «лежащих рек» перед портиками главного фасада и двенадцати месяцев по углам треугольных фронтонов. С постаментов перед невскими павильонами были сняты временные гипсовые модели фигур, олицетворяющих четыре части света: Азии, Европы, Африки и Америки (планируется их восстановление). Можно только представить, каким было бы здание, если бы удалось полностью осуществить его скульптурное убранство. Довоенная программа скульптурного убранства здания Адмиралтейства отражает идею торжества России на земле и море. После победы в Отечественной войне 1812 года эта программа обрела новый смысл. Отсюда ассоциации убранства здания со стилем ампир, хотя вначале этот стиль не имелся в виду. Даже «петровский шпиц» в новом историческом контексте стал восприниматься по-ампирному.
Из интерьеров здания 1823 года сохранились вестибюль с парадной лестницей, зал собраний и библиотека. Суровая строгость монументальных архитектурных форм смягчена обилием света и исключительным изяществом отделки.

## Другие работы вСанкт-Петербургеи пригородах
В период работы над Адмиралтейством, Захаров занимался и другими архитектурными задачами. Наряду с архитекторами Алексеем Бежановым и Денисом Филипповым именно Захаров считается одним из самых вероятных авторов проекта перестройки знаменитого Дома академиков на Васильевском острове.
В результате строительных работ, осуществленных 1806-1808 годах, Дом академиков, также известный как жилой дом Академии наук (расположен по адресу: Санкт-Петербург, 7-я линия Васильевского острова, 2/1, лит. А), получил новые фасады, оформленные в стиле классицизма.
Со стороны набережной дом был дополнен монументальным портиком с четырьмя каннелированными дорическими колоннами, поддерживающими массивный антаблемент и балкон. Балюстрада балкона была оформлена на заводе, принадлежащем Чарльзу Берду, черепичная кровля на крыше здания была заменена на железную.
В 1806—1808 годах Захаров создал проект застройки Провиантского острова
В 1806—1809 году он создал проект ансамбля Галерного порта
Кроме того, Захаров плодотворно работал над градостроительными задачами Кронштадта.
В 1806—1811 годах архитектор работал над одним из самых значимых сооружений Кронштадта — Андреевским собором (не сохранился).

## Работы в провинции
Кроме того, Захаров готовил подчёркнуто монументальные проекты казённых строений и церквей для губернских и уездных городов. В частности, Захаров разработал около 1805 года проект кафедрального собора Святой Великомученицы Екатерины в Екатеринославе. Собор построен уже после смерти архитектора, в 1830—1835 гг. под именем Преображенского и сохранился до наших дней. Проект собора был использован также зодчим С. Е. Дудиным для постройки собора Александра Невского в Ижевске.

## Память
А. Д. Захаров был похоронен на Смоленском православном кладбище, рядом со своими родителями. В 1936 году прах и надгробие А. Д. Захарова и его родителей были перенесены в Александро-Невскую лавру на Лазаревское кладбище — Некрополь XVIII века (V уч., у пересечения Захаровской дорожки и Дорожки мастеров искусств).
- Почтовая марка СССР, 1961 год
- Памятная монета Банка России (2012)
- Почтовый конверт Почты России, 2011 год